# Christian Sauvé
Pour les articles homonymes, voir Sauvé.
Christian Sauvé est un artiste peintre français né le 12 juillet 1943 à Déville-lès-Rouen, mort le 11 janvier 2023 à Sainte-Beuve-en-Rivière,.

## Biographie

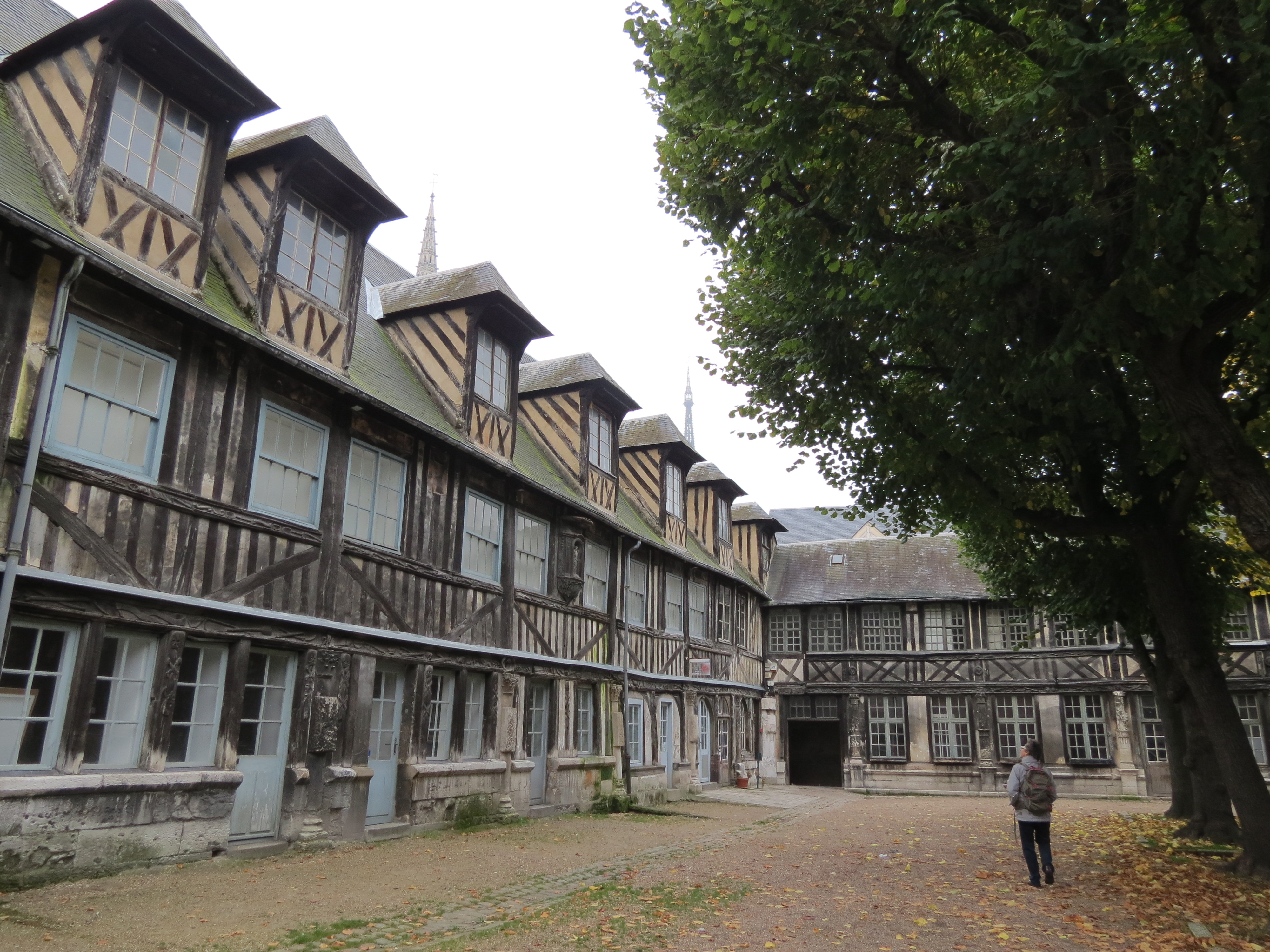
Ancienne École régionale des beaux-arts (aître Saint-Maclou), Rouen.

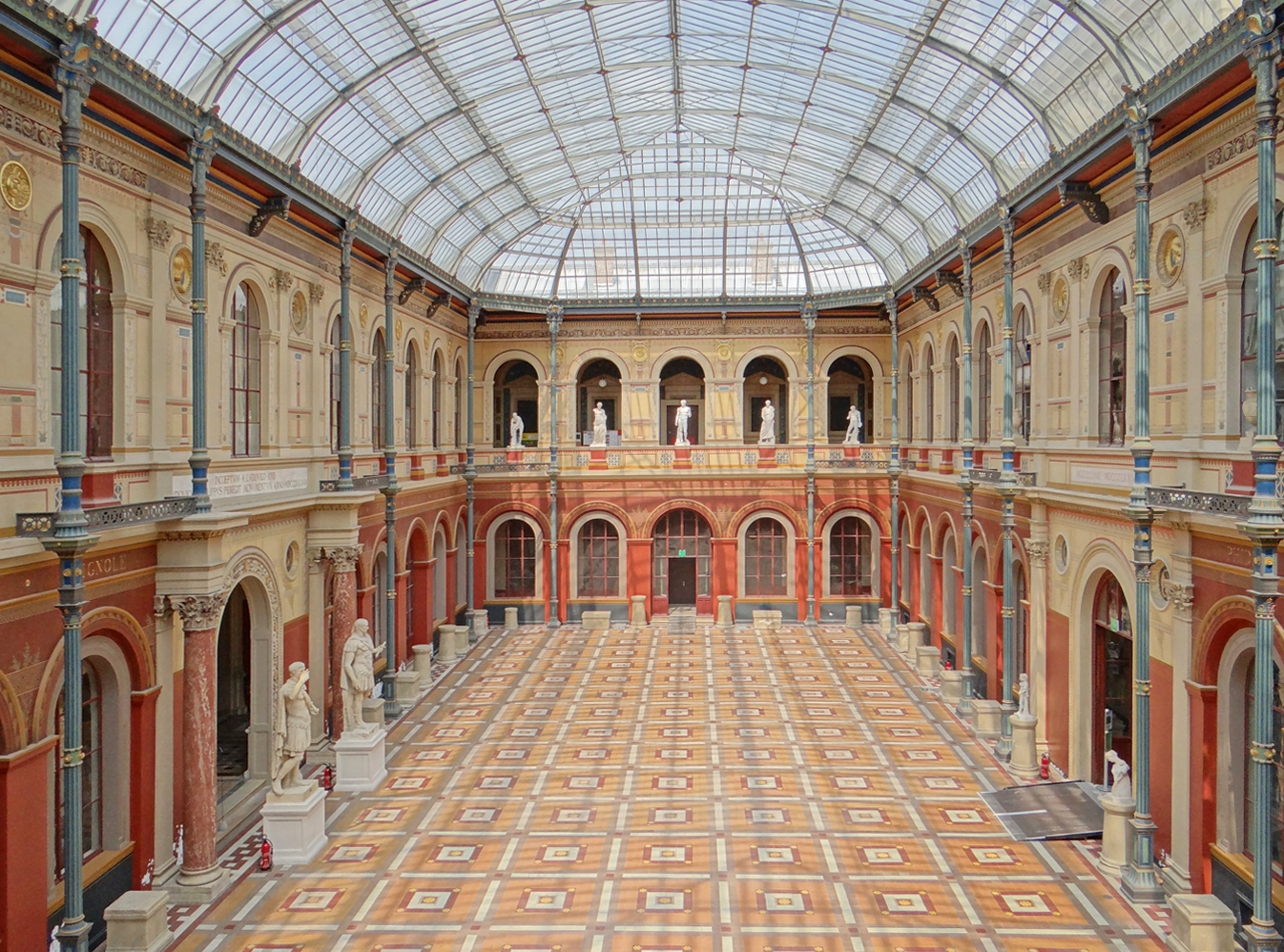
École nationale supérieure des beaux-arts, Paris.

Commençant à peindre à l'âge de douze ans, Christian Sauvé est, en même temps qu'il fréquente Léonard Bordes, Maurice Vaumousse et Gaston Sébire, élève de Léon Toublanc (1900-1990) et de Robert Savary (1920-2000) à l'École régionale des beaux-arts de Rouen, alors située dans l'aître Saint-Maclou : « l'école de Saint-Maclou, évoque-t-il ainsi, c'était une immersion dans la vie. Il suffisait de passer la porte pour se trouver dans la beauté et de trouver tous les prétextes à dessiner et à peindre. C'est un environnement exceptionnel et les élèves pouvaient se lancer dans des excursions esthétiques qui allaient de l'hôtel de ville à ce Pré-aux-Loups en bord de Seine qui a servi de toile de fond à toute l'École de Rouen ».

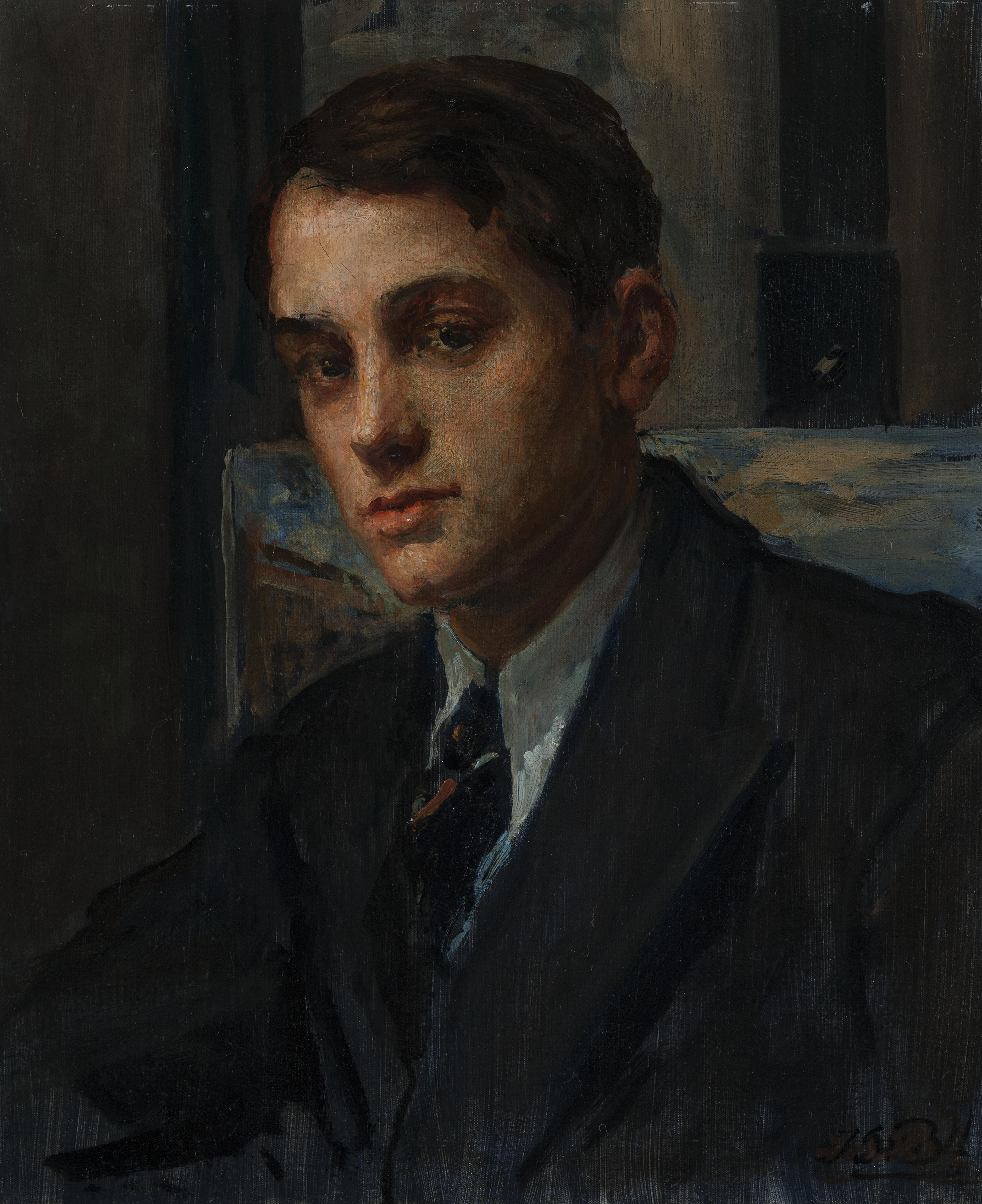
J.-E. Blanche, Portrait de Reynold Arnould (Musée des beaux-arts de Rouen)

Dès cette époque où il rencontre Marie-Ange Rialland (1946-2022), elle aussi étudiante aux beaux-arts et qui deviendra son épouse, il est appelé par le peintre havrais Reynold Arnould (1919-1980) à contribuer avec lui aux fresques murales de la nouvelle cité scolaire de Caucriauville conçue par l'architecte Bernard Zehrfuss au Havre. Il est ensuite, en 1967-1968, élève de Maurice Brianchon (1899-1979) à l'École nationale supérieure des beaux-arts à Paris.

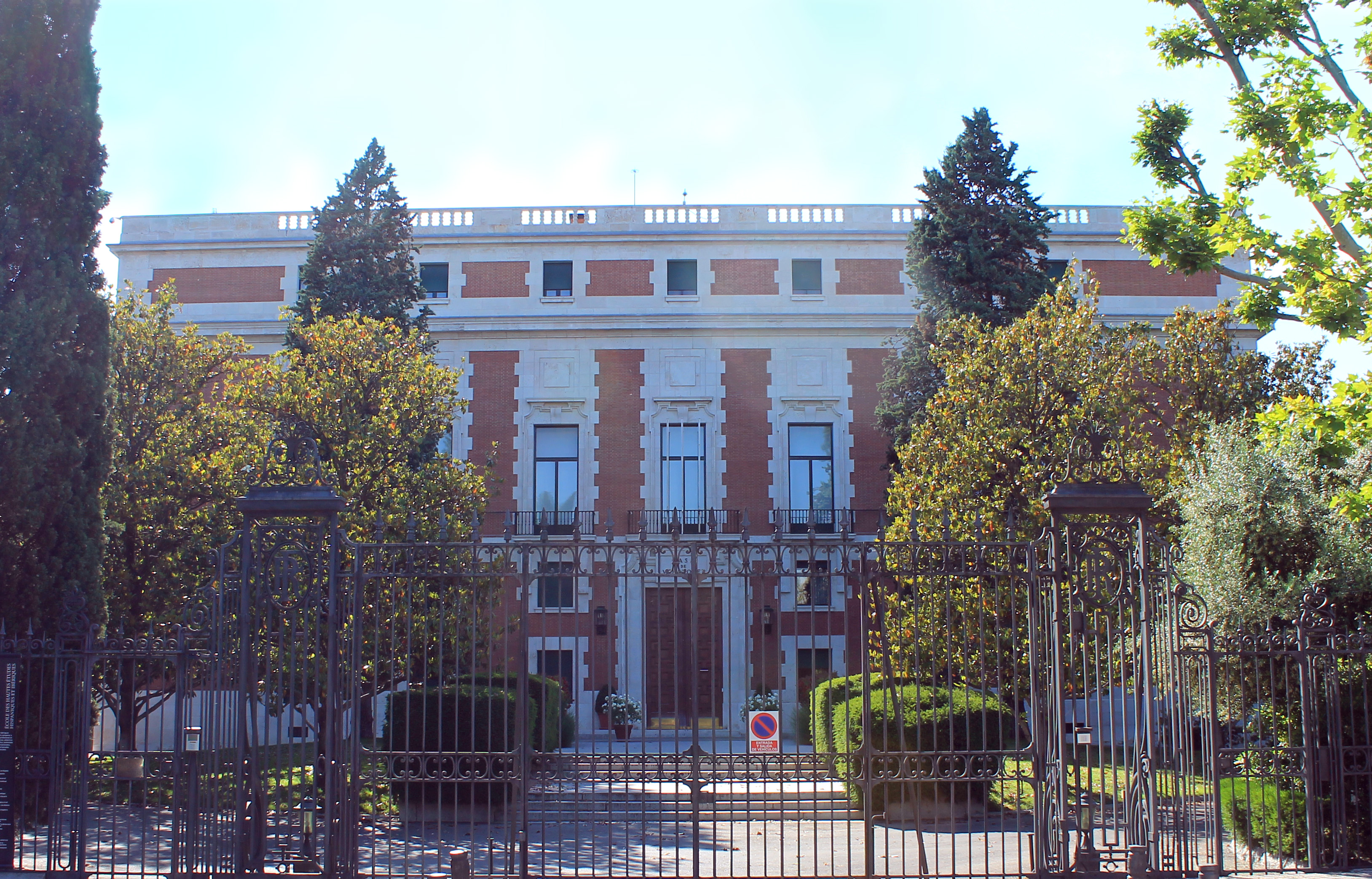
Casa de Velázquez, Madrid

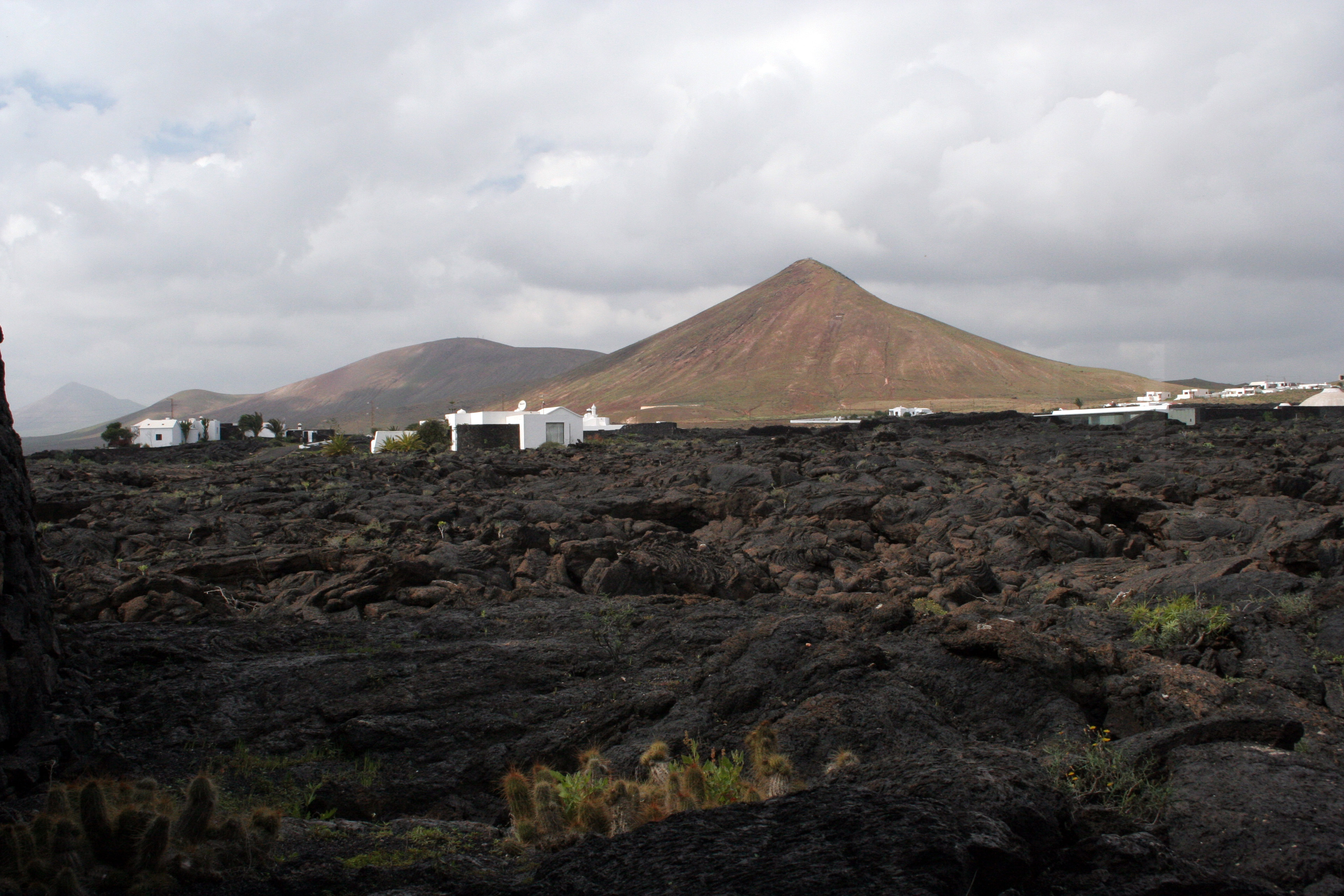
Lanzarote

Après des villégiatures en Italie, en Belgique, aux Pays-Bas et en Angleterre en 1968, le Grand Prix de la Casa de Velázquez, dont il est récipiendaire en juin 1969 (40e promotion), lui vaut un séjour à Madrid - il y situe ses premières rencontres avec Michèle Battut (41e promotion), le sculpteur Daniel Druet, les compositeurs Philippe Hersant et Édith Lejet - qu'il étend, en 1970-1971, à des parcours de l'Espagne (jusqu'aux îles Canaries et plus particulièrement Lanzarote dont « il étudie les terres volcaniques »), du Portugal, du Sénégal, de la Mauritanie, du Maroc.
Christian Sauvé, dont l'estime et l'amitié vont tout autant à ses confrères rouennais figuratifs comme Jean Bréant et Georges Mirianon qu'abstraits comme Georges Breuil, est professeur de peinture et de croquis de nu à l'École des beaux-arts de Rouen de 1971 à 2008. « Ses cours libres duraient environ 2 h 30, une bonne mesure pour poser rapidement les bases du travail sur un sujet donné, se souvient Karine Lemoine qui fut de son atelier. Christian Sauvé laissait ses élèves s'exprimer sans les abreuver de discours. Juste quelques mots. Juste l'essentiel ». L'artiste part en 1972 vivre à Mortemer (Seine-Maritime) où les vestiges du donjon du XIIe siècle, « que l'on dirait un grand squelette dont la nudité n'est même pas cachée par le lierre », font partie des sujets qu'il peint sur le motif, puis il s'installe définitivement en 1974 dans le village voisin de Sainte-Beuve-en-Rivière.
Dans un texte intitulé L'œil et la main, l'universitaire Jean-Pierre Maquerlot restitue que, figurative dans un lyrisme gestuel et un empâtement qui tantôt la rapprochent de l'expressionnisme, tantôt la situent aux frontières de l'art abstrait, « toute l'œuvre de Sauvé, dès le début, mais de façon toujours plus marquée avec le temps, nous rappelle que la touche n'a pas pour seule fonction de servir d'adjuvant à la modulation des couleurs pour exprimer le volume, mais qu'elle a un rôle unique, spécifique et irremplaçable qui est de matérialiser dans la pâte le geste du peintre ; ce peut être la vibration dans la tenue du pinceau, le mouvement du couteau ou du doigt (l'usage du pouce est fréquent chez Sauvé), ou encore, si le tableau exige une touche ayant l'amplitude d'une véritable trajectoire, c'est le mouvement du bras tout entier qui se lit dans la trace laissée par la brosse sur le support ».

## Expositions

### Expositions personnelles

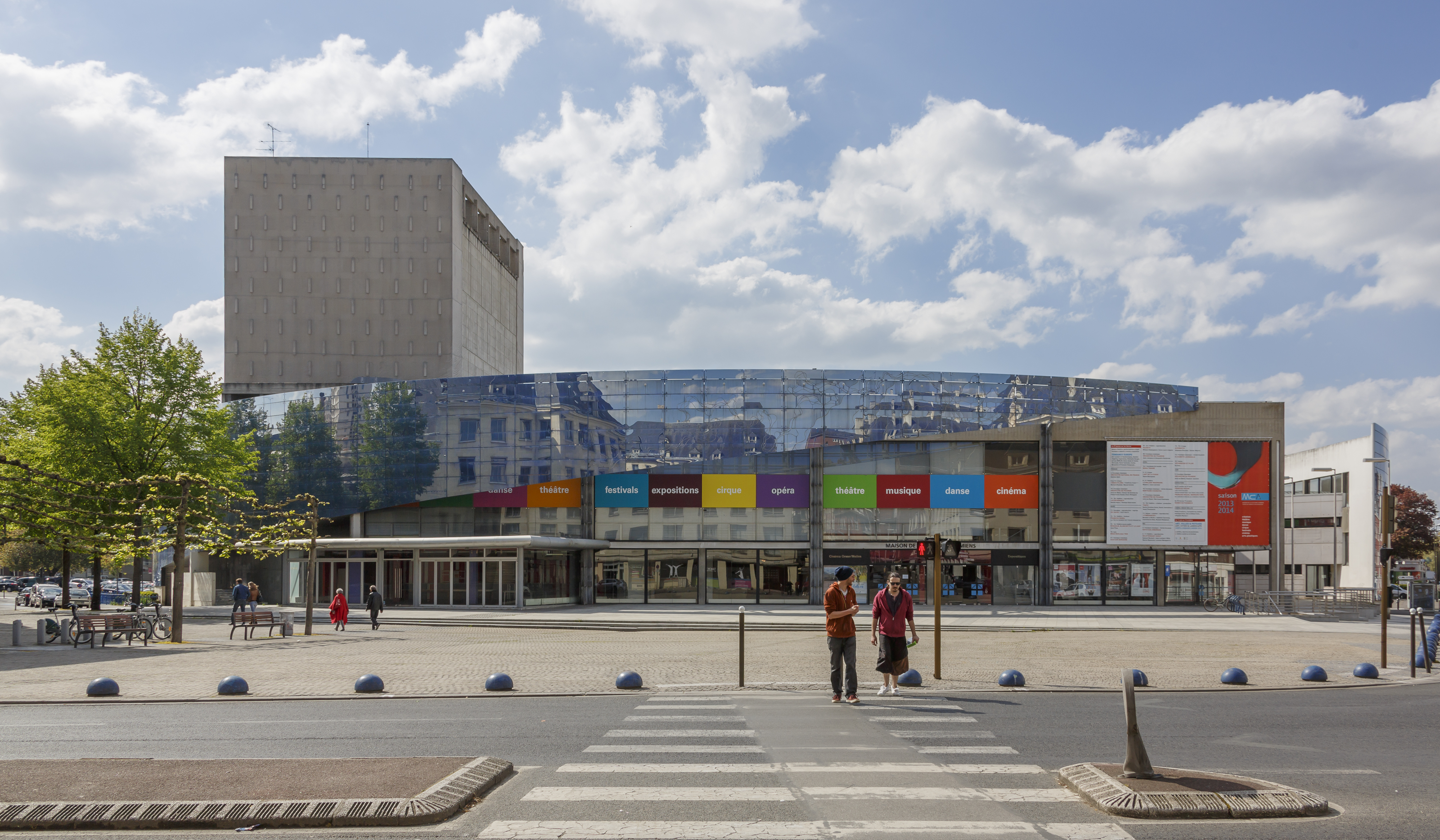
Maison de la culture d'Amiens, 1975.

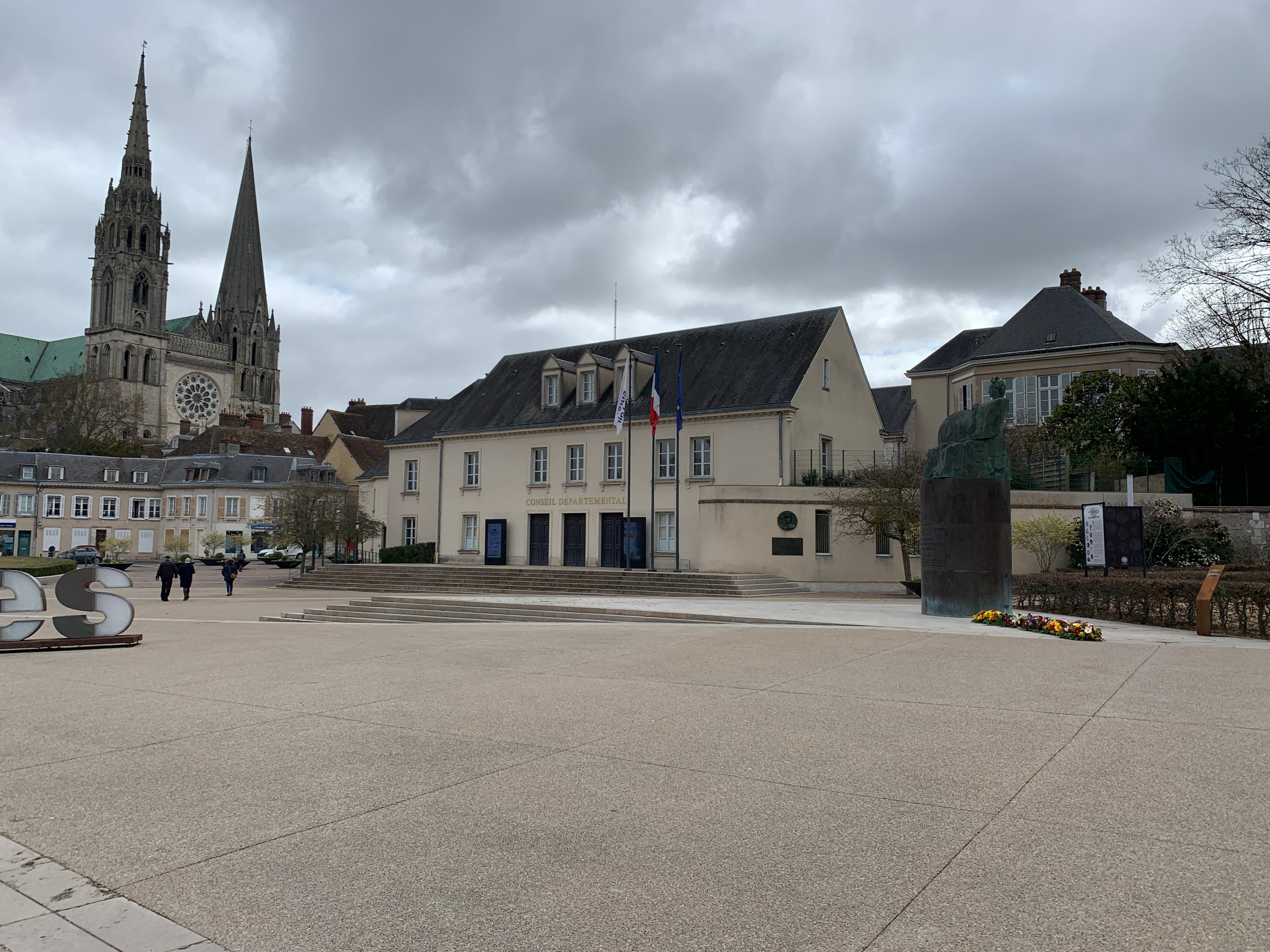
Conseil général d'Eure-et-Loir, Chartres, 2000.

- Casa de Velázquez, Madrid, 1970, 1971.
- Pavillon Comtesse de Caen du palais de l'Institut de France, 1970, 1971.
- Galerie 73 (Philippe Piguet), Giverny, 1973.
- Galerie Graffiti, Rouen, 1974.
- Maison de la culture d'Amiens, 1975.
- Galerie Beno, Zurich, 1976.
- Galerie Menuisement, Rouen, 1979.
- Galerie Laurent, Rouen, 1982, 1984.
- Galerie des Carmes (Daniel Duchoze), Rouen, 1987.
- Galerie Dominique et Annick Rollin, Rouen, mars-avril 1989, 1991, février-mars 1997, février-mars 1999, mars 2001, mars 2005 (Christian Sauvé - Œuvres récentes), mars-avril 2009 (Christian Sauvé - L'année des pigments), mars 2011 (Christian Sauvé - Volcan… « M'aime »), mars-avril 2013 (Christian Sauvé - La couleur de l'homme libre)[3], février-mars 2014, mars-avril 2015 (Christian Sauvé - « Surprise aussi »)[13].
- Galerie Mistral, La Bégude-de-Mazenc, 1990.
- Ancien hôtel de ville et Centre culturel de Courbevoie, mars-avril 1994[14].
- Christian Sauvé « insolite », salle des fêtes du Mesnil-Esnard, mars-avril 1995[15].
- Conseil général d'Eure-et-Loir, Chartres, octobre-novembre 2000.
- Christian Sauvé - Vagues en larmes, Galerie Nymphéa (Michael Hainsworth et Delphine Pilarski), Paris, mars-avril 2006[16].
- Sauvé prend le large, centre culturel de Sainte-Hélène-Bondeville, mai-juin 2012[17].

### Expositions collectives

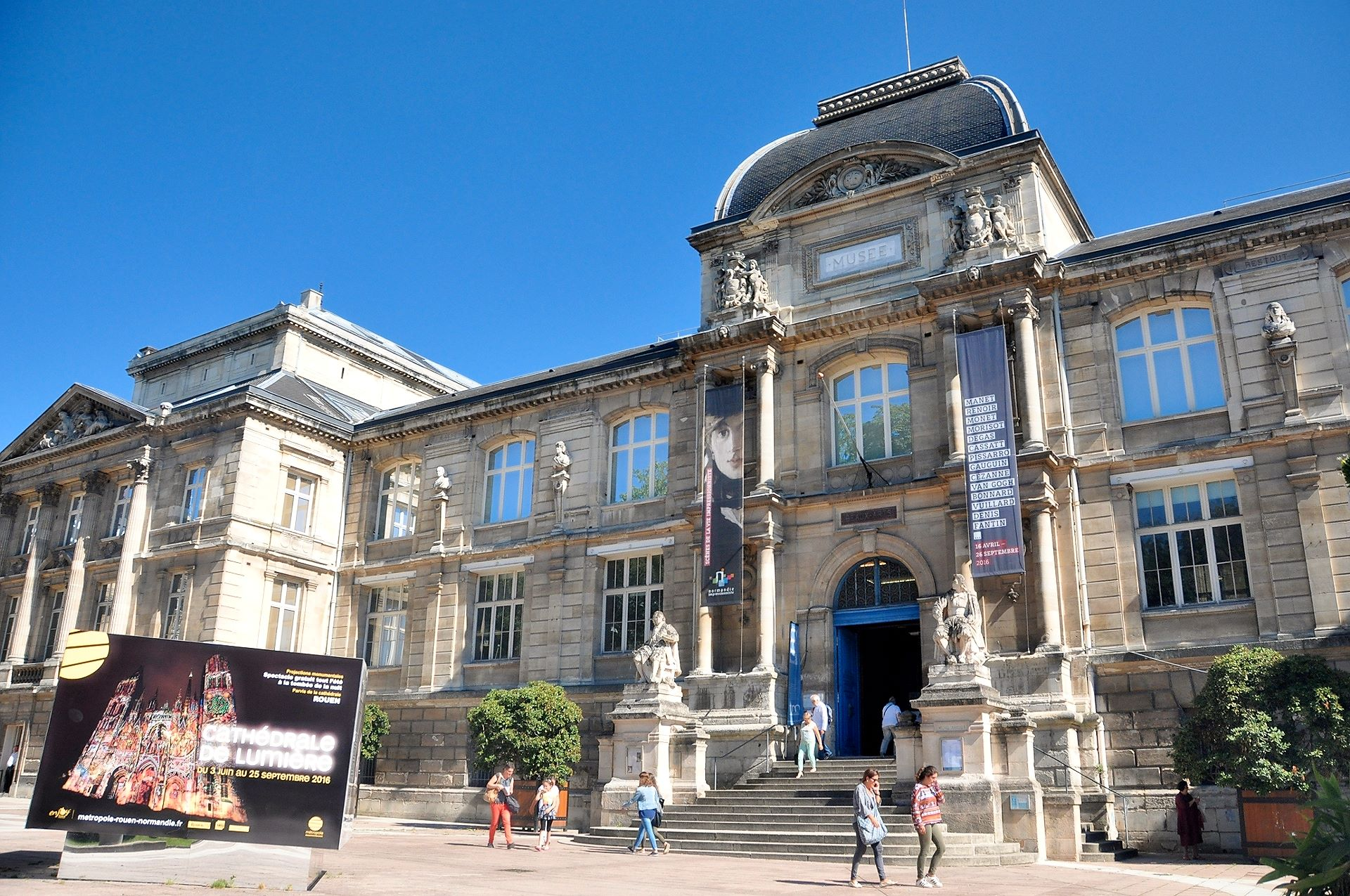
Musée des Beaux-Arts de Rouen, 1979, 1981.

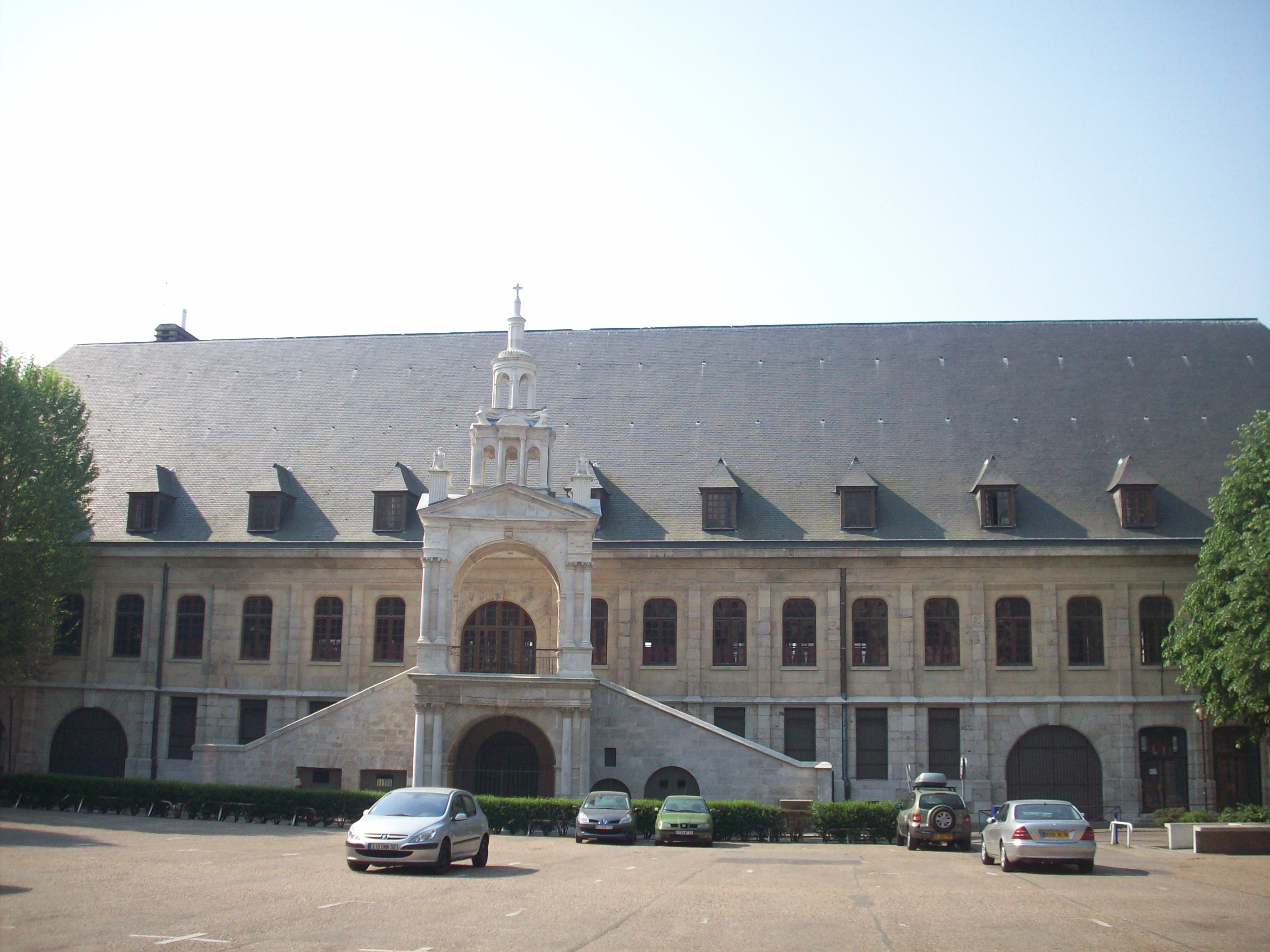
Halle aux Toiles, Rouen, 2012, 2014.

- Les dix-sept professeurs de l'École des Beaux-Arts de Rouen, Musée des Beaux-Arts de Rouen, 1979[18].
- Panorama de la peinture contemporaine - Paul Aïzpiri, Jean-Pierre Alaux, Paul Ambille, Yves Brayer, Jean Bréant, Bernard Buffet, Rodolphe Caillaux, Jean Carzou, Michel Ciry, Marcel Cramoysan, Jef Friboulet, Pierre Gautiez, Camille Hilaire, Franck Innocent, Monique Journod, Michel King, Roland Lefranc, Édouard Georges Mac-Avoy, Georges Mirianon, Jean Navarre, Marcel Peltier, Christian Sauvé, Robert Savary, Gaston Sébire, Arthur Van Hecke…, grand hall de l'hôtel de ville de Sotteville-lès-Rouen, mars 1980[19],[20].
- Rouen-Madrid - Les artistes normands de la Casa de Velázquez : Daniel Druet, François Herr, Sabine Krawczyk, Pierre Le Cacheux, Étienne Lodého, Roselyne Masset-Lecocq, Robert Savary, Christian Sauvé, Gaston Sébire, Michel-Henri Viot, Annie Warnier, musée des Beaux-Arts de Rouen, juin-septembre 1981[21],[18].
- Les quarante ans de l'Union des arts plastiques, Saint-Étienne-du-Rouvray, mars 2003[22].
- Salon de Rouen de la Société des artistes normands, Christian Sauvé invité d'honneur, espace Bérégovoy, Hôtel de département de la Seine-Maritime, Rouen, octobre-novembre 2010[23],[24],[25].
- Salon Rouen National Arts, halle aux Toiles, Rouen, mai 2012[26], mai 2014[27].
- Les artistes de la Galerie Rollin, Galerie Dominique et Annick Rollin, Rouen, janvier-février 2014[28].
- Biennale Noir et blanc, office de tourisme du pont Jehan-Ango, Dieppe, mai 2014.
- Les arts d'été - L'art actuel, Salle Philippe-Debeaupuis, Lyons-la-Forêt, juillet-août 2014[29].
- Roger-Edgar Gillet, Josep Grau-Garriga, Abraham Hadad, Ben-Ami Koller, Bengt Lindström, Roberto Matta, Ernest Pignon-Ernest, Jean Rustin, Christian Sauvé, Tony Soulié…, Galerie Duchoze (René Réthoré), Rouen, octobre 2017[30].
- John Christoforou, Dickon Eames, Akira inumaru, Bengt Lindström, Christian Sauvé, Yorgos Papageorgiou, Tony Soulié, Eduardo Zamora…, Galerie Duchoze, Rouen, décembre 2021.
- Des expositions non datées sont également citées à Paris (participations au Salon des artistes français), à l'orangerie du château de Versailles ainsi qu'à Aalen (Allemagne), Londres, Milan et Seattle (États-Unis)[31].

## Citations

### Dits de Christian Sauvé
- « La peinture exige de la lenteur, de la concentration. Il faut lui accorder du temps pour la recevoir et pouvoir la méditer. Un artiste est comme un volcan. Il exprime en lui tout un monde. L'acte de peindre s'apparente à une respiration vitale, une expérience universelle. C'est une constante quête de lumière. » - Christian Sauvé[12]

### Réception critique
- « Bucolique et fantasque, Christian Sauvé peint comme il respire, par évidence, avec la plus grande décontraction, avec humour et avec joie. Sauvé peint parce que c'est sa condition première ; sa raison d'être, le pinceau bien en main, il s'attaque à tout ce qui peut créer sur l'instant l'événement, un frisson de vent, un brin d'herbe, un peu de ciel bleu, un nuage, une fleur, un bouquet, la courbe d'un sein, un bout de chiffon sur un visage, le galbe d'une cuisse, un matou "amitieux"… Sauvé peint mille thèmes, mais d'abord Sauvé peint. Ses meilleurs thèmes comportent toujours un très beau registre d'écritures abstraites, la liberté du geste, la légèreté du trait, le dynamisme de la composition, c'est cela Sauvé, un peintre qui ne professe qu'une seule théorie : conjuguer le plaisir de peindre à tous les temps. » - Rémy-Francis Parment[31]
- « Le destin des couleurs contribue vigoureusement à cette sensation de fraîcheur, de matière drue et saine, de lumière intense qui anime toutes les atmosphères et tous les objets qui s'en trouvent comme éclairés de l'intérieur par la vie et la plénitude. Audacieuse, un brin provocante, sa palette, en fait, vit de sa propre vibration, intense et dense, sans gesticulation inutile, complice en joie de voir et de sentir. La couleur devient geste, rythme, mouvement de désir et du plaisir d'être elle-même. Le plus grand mérite, à mes yeux, de la peinture de Christian Sauvé, est qu'elle reste toujours, elle aussi, un regard exigeant sur la peinture, une quête sans concession : le "motif" ou le "sujet" n'est jamais qu'un support, un tremplin vers l'essence de la peinture, le lyrisme des formes et des couleurs dans leurs dialogues intimes. » - Serge Salaün[14]
- « Il n'ignore pas les pistes tracées par les grands fauves ni les labyrinthes troublants où s'enferment parfois les grands agitateurs. Je sais aussi que sa palette contient le sentiment de l'inquiétude ; des paysages sombres et d'autres qui sont incandescents l'attestent parmi ses plus fortes œuvres sans effets narratifs trop indiscrètement appuyés. Christian Sauvé, peintre, procède à la manière des parents d'autrefois qui approchaient de l'oreille des enfants un gros coquillage en disant : "Écoute, c'est la mer !". Bien sûr, ce n'est pas la mer. Mais on l'entend.. Ainsi Sauvé avec sa peinture remplie d'allusions et de rêve : il la pose entre lui et nous et, pour qui sait écouter, une voix souffle : "Écoute, c'est la mer !". » - François Bergot[15]
- « Chacune de ses planches peintes est un paysage où revit la structure même du bois dans son apparente liberté, éléments qu'il nous propose pour reconstruire à notre tour des paysages variables. Il accorde une grande importance à la nature et à la terre et tente de l'exprimer dans sa brutalité. » - Dictionnaire Bénézit[8]
- « Abstraits, les nus de Sauvé ? Bien sûr, mais comme le reste de sa peinture, même à son plus figuratif… Partir du réel, soit, mais en partir afin que, précisément, le bonheur d'une perception rafraîchie, dépaysée, l'emporte sur le morne désir de s'y "retrouver". Il faut bien que le dernier mot revienne à la peinture ! Or Sauvé voit en peintre : sa vision du motif n'est autre que l'anticipation des gestes à faire pour le peintre ; d'où cette touche grandiose qui, sensuellement, s'étire, pour devenir trajectoire vers l'imaginaire. » - Jean-Pierre Maquerlot[16]

## Conservation

### Collections publiques
- Maison de la culture d'Amiens, dessins.
- Musée des arts et traditions populaires Mathon-Durand, Neufchâtel-en-Bray.
- Conseil départemental de la Seine-Maritime, Rouen.
- Conseil régional de Haute-Normandie, Rouen.
- Musée des beaux-arts de Rouen.
- Musée d'art moderne et contemporain des Sables-d'Olonne.
- Mairie de Sainte-Beuve-en-Rivière, Fleurs, huile sur toile[32].

### Fresques murales
- Cité scolaire de Caucriauville, Le Havre[6].

## Reconnaissance

### Prix et distinctions
- Grand Prix de la Casa de Velázquez.
- Médaille d'argent du Salon des artistes français.
- Prix Roger-Parment du Salon de Rouen[33].

### Hommage
- Le jardin de Bellevue, Jardin remarquable de Beaumont-le-Hareng, a donné en 2014 le nom de Christian Sauvé à une nouvelle variété d'hellébore[34],[35].

### Livres illustrés
- Carole Vallée, Jacques Chamaillard, Annie Hartmann, Irène Gautier-Leblond, Dominique Dudouble, Catherine Mahieu, Gérard Planterose, Patrick Barbie et Joël Boulier, Au rendez-vous des coupeurs de doigts, nouvelles inédites, illustrations de Bernard Héranval, Marcel Laquay, Milab, Michel Pinier, Gérard Remigereau, Christian Sauvé, Jean-Paul Tourbatez et Dominique Vervisch, Publications de l'Université de Rouen, 1993.